# Ed Wynn
Isaiah Edwin Leopold, känd professionellt som Ed Wynn, född 9 november 1886 i Philadelphia, Pennsylvania, död 19 juni 1966 i Beverly Hills, Los Angeles, Kalifornien, var en amerikansk skådespelare och komiker. Han var far till skådespelaren Keenan Wynn.

## Filmografi i urval
- 1943 – Den stora stjärnparaden
- 1951 – Alice i Underlandet (röst)
- 1955–1966 – The Red Skelton Show (TV-serie)
- 1958 – Leka med elden
- 1958–1959 – The Ed Wynn Show (TV-serie)
- 1959 – Anne Franks dagbok
- 1961 – Den tankspridde professorn
- 1961 – Babes in Toyland
- 1964 – Mary Poppins
- 1965 – Bröderna Cartwright (TV-serie)
- 1965 – Mannen från Nasaret
- 1965 – Agent DC
- 1967 – Röda skogens hemlighet